# Varga Zoltán (vállalkozó)
Varga Zoltán (1967 –) magyar vállalkozó, a Central Médiacsoport Zrt. tulajdonosa, Magyarország 50 leggazdagabb emberének egyike. Vagyona a Forbes magazin szerint 2017-ben 44,9 milliárd forint volt. Vagyona befektetésekből, médiaportfólióból és osztalékokból származik. 2020-ban Magyarország 61. leggazdagabb és 37. legbefolyásosabb személye. A 2021-ben, a legjótékonyabb magyarokról megjelent  összeállítás szerint, Varga a képzeletbeli lista hatodik helyén áll.

## Életpályája
Az egyik legjelentősebb magyarországi befektető. Pályája elején az Első  Magyar Kockázati Tőkealap-kezelő Zrt. és a Centech New Hungary Venture Capital Fund vezető tisztségviselője (CEO) volt. 
A kormányzattól vállaltan független médiaportfólióját úgy alapozta meg 2014-ben, hogy  megvásárolta a finn hátterű Sanoma Média Budapest Zrt.-t, amelyet Central Médiacsoport Zrt.-ként működtet tovább. Eredetileg Varga Zoltán látta el a vezérigazgatói teendőket. 2018. május 15-től Mészáros Kinga vette át Varga Zoltántól a Central Médiacsoport vezérigazgatói feladatait. Varga Zoltán ettől kezdve az igazgatóság elnökeként vesz részt a munkában, továbbá operatívan irányítja a Central Médiacsoport külföldi terjeszkedési stratégiájának megvalósítását.
Időközben eladta a Wizz Air cégben szerzett részesedését. 
Portfólióját külföldi elemekkel is bővíti. Felvásárolta a Nosalty nevű gasztrooldalt, valamint a lengyel Premium Mobile mobilszolgáltatót. Újabban
beszállt egy repülőautót fejlesztő szlovák startup cégbe és egy argentin fapados légitársaság projektjébe. Terjeszkedik ezen kívül Lengyelországban is, ahol tőzsdére vinné a Wydawnictwo Szkolne i Pedagogiczne (WSiP) kiadót.